# CEMAC Cup 2008
De CEMAC Cup 2008 was de vijfde editie van de CEMAC Cup. De CEMAC Cup is een toernooi voor landen uit Centraal-Afrika, die aangesloten zijn bij de CEMAC (Communauté Économique et Monétaire de l'Afrique Centrale).
Dit toernooi werd gehouden van 14 tot en met 26 juni in Kameroen. Aan het toernooi deden zes landen mee, verdeeld over twee groepen (A en B met elk drie teams). Van beide groepen plaatsten de eerste twee zich voor de halve finale. De beide winnaars van de halve finales gingen naar de finale, de beide verliezers speelden om de derde en vierde plaats.

## Deelnemers
Aan het toernooi deden zes teams mee, verdeeld over twee groepen (drie in groep A en drie in groep B). Van elke groep gingen de eerste twee door naar de volgende ronde (halve finale). De winnaars van de halve finales gingen naar de finale, de verliezers speelden om de derde en vierde plaats.

## Groepsfase

### Groep A
| Team                   | Ptn. | GS | W | G | V | GV | GT | DS |
| ---------------------- | ---- | -- | - | - | - | -- | -- | -- |
| Tsjaad                 | 4    | 2  | 1 | 1 | 0 | 4  | 3  | +1 |
| Kameroen (amateurteam) | 3    | 2  | 1 | 0 | 1 | 2  | 2  | 0  |
| Equatoriaal-Guinea     | 1    | 2  | 0 | 1 | 1 | 2  | 3  | –1 |

|                                 |        |       |                        |         |
| 14 juni 2008 «onderlinge duels» | Tsjaad | 2 – 1 | Kameroen (amateurteam) | Yaoundé |
| 14 juni 2008 «onderlinge duels» |        |       |                        | Yaoundé |

|                                 |        |       |                    |         |
| 16 juni 2008 «onderlinge duels» | Tsjaad | 2 – 2 | Equatoriaal-Guinea | Yaoundé |
| 16 juni 2008 «onderlinge duels» |        |       |                    | Yaoundé |

|                                 |                        |       |                    |         |
| 18 juni 2008 «onderlinge duels» | (amateurteam) Kameroen | 1 – 0 | Equatoriaal-Guinea | Yaoundé |
| 18 juni 2008 «onderlinge duels» |                        |       |                    | Yaoundé |

### Groep B
| Team                          | Ptn. | GS | W | G | V | GV | GT | DS |
| ----------------------------- | ---- | -- | - | - | - | -- | -- | -- |
| Centraal-Afrikaanse Republiek | 4    | 2  | 1 | 1 | 0 | 5  | 3  | +2 |
| Congo-Brazzaville             | 3    | 2  | 1 | 0 | 1 | 2  | 3  | –1 |
| Gabon                         | 1    | 2  | 0 | 1 | 1 | 4  | 5  | –1 |

|                                 |                   |       |       |         |
| 14 juni 2008 «onderlinge duels» | Congo-Brazzaville | 2 – 1 | Gabon | Yaoundé |
| 14 juni 2008 «onderlinge duels» |                   |       |       | Yaoundé |

|                                 |                               |       |       |         |
| 16 juni 2008 «onderlinge duels» | Centraal-Afrikaanse Republiek | 3 – 3 | Gabon | Yaoundé |
| 16 juni 2008 «onderlinge duels» |                               |       |       | Yaoundé |

|                                 |                               |       |                   |         |
| 18 juni 2008 «onderlinge duels» | Centraal-Afrikaanse Republiek | 2 – 0 | Congo-Brazzaville | Yaoundé |
| 18 juni 2008 «onderlinge duels» |                               |       |                   | Yaoundé |

## Knock-outfase
|  | halve finale      | halve finale      |   |                   | finale            | finale |
|  |                   |                   |   |                   |                   |        |
|  | 20 juni – Yaoundé |                   |   |                   |                   |        |
|  | Kameroen          | 1                 |   |                   |                   |        |
|  | Centraal-Afrika   | 0                 |   |                   |                   |        |
|  |                   |                   |   |                   |                   |        |
|  |                   |                   |   |                   | 24 juni – Yaoundé |        |
|  |                   |                   |   |                   | Kameroen          | 3      |
|  |                   | Congo-Brazzaville | 0 |                   |                   |        |
|  |                   |                   |   |                   |                   |        |
|  |                   |                   |   |                   | derde plaats      |        |
|  | 20 juni – Yaoundé | 20 juni – Yaoundé |   | 23 juni – Yaoundé | 23 juni – Yaoundé |        |
|  | Congo-Brazzaville | 1                 |   | Centraal-Afrika   | 0                 |        |
|  | Tsjaad            | 0                 |   |                   | Tsjaad            | 2      |

### Halve finales
|                                 |                        |       |                               |         |
| 20 juni 2008 «onderlinge duels» | (amateurteam) Kameroen | 1 – 0 | Centraal-Afrikaanse Republiek | Yaoundé |
| 20 juni 2008 «onderlinge duels» |                        |       |                               | Yaoundé |

|                                 |                   |       |        |         |
| 20 juni 2008 «onderlinge duels» | Congo-Brazzaville | 1 – 0 | Tsjaad | Yaoundé |
| 20 juni 2008 «onderlinge duels» |                   |       |        | Yaoundé |

### 3e/4e plaats
|                                 |        |       |                               |         |
| 23 juni 2008 «onderlinge duels» | Tsjaad | 2 – 0 | Centraal-Afrikaanse Republiek | Yaoundé |
| 23 juni 2008 «onderlinge duels» |        |       |                               | Yaoundé |

### Finale
|                                 |                        |       |                   |         |
| 24 juni 2008 «onderlinge duels» | (amateurteam) Kameroen | 3 – 0 | Congo-Brazzaville | Yaoundé |
| 24 juni 2008 «onderlinge duels» |                        |       |                   | Yaoundé |

| Winnaar CEMAC Cup 2008 |
| ---------------------- |
|                        |
| Kameroen 3e titel      |